# Живачна лампа
Живачна лампа е газоразрядна лампа, която използва електрическа дъга през живачни пари за създаването на светлина. Електрическата дъга обикновено е ограничена в малка дъгова лампа от кварцово стъкло, закрепена в по-голяма боросиликатна крушка. Външната крушка може да бъде прозрачна или покрита с фосфор, но във всеки случай тя предоставя топлоизолация, защита от излъчваните ултравиолетови лъчи, и удобно закрепяване на кварцовата дъгова лампа.
Лампите с живачни пари са по-енергийноефективни от лампите с нажежаема жичка и повечето луминесцентни лампи, имайки светлинна ефикасност от 35 до 65 лумена на ват. Други техни предимства са дългият живот на крушката (около 24 000 часа) и осигуряването на ясна бяла светлина с висок интензитет. Поради тези причини, те се използват за осветление на големи райони, като например заводи, складове, спортни стадиони, а понякога и за улично осветление. Чистите живачни лампи произвеждат бяла светлина с лек синьо-зелен нюанс, дължащ се на комбинацията от спектралните линии на живака. Това не изглежда особено добре върху човешката кожа, затова такива лампи обикновено се използват примерно в магазини. Живачните лампи с „корекция на цвета“ преодоляват този проблем, имайки фосфор от вътрешната страна на външната крушка, който излъчва бяла светлина. Те имат по-добър индекс на цветопредаване от по-ефективните натриеви лампи.
Вътрешното налягане на лампата е около една атмосфера. Нуждаят се от електрически баласт. Имат период на загряване от 4 – 7 минути, преди да достигнат пълно светоизлъчване. Живачните лампи постепенно излизат от употреба, поради по-високата ефективност и по-добрия цветови баланс на металохалогенните лампи.

## История
Чарлз Уитстоун наблюдава спектъра на електрическия разряд в живачна пара през 1835 г. и отбелязва ултравиолетовите линии в този спектър. През 1860 г. Джон Томас Уей използва дъгови лампи в смес от въздух и живачни пари при атмосферно налягане за осветление. Немският физик Лео Аронс изучава живачните разряди през 1892 г. и разработва лампа, базираща се на електрическата дъга в живак. През 1896 г. в Англия е патентована живачна лампа на двама учени, която се счита за първата истинска живачна лампа. Обаче, първата живачна лампа, постигнала широк комерсиален успех, е изобретена през 1901 г. от американския инженер Питър Купър Хюит. Хюит получава патент за нея на 17 септември 1901 г. През 1903 г. той създава подобрена версия на лампата, имаща по-добри цветови качества, която накрая намира широко промишлено приложение. Ултравиолетовата светлина от живачните лампи се използва за пречистване на вода към 1910 г. Лампите на Хюит използват голямо количество живак. През 1930-те години са разработени живачните лампи със съвременната им форма от General Electric и други компании, което води до широкото им използване за общо осветление.

## Начин на работа
Живакът в лампата е в течно състояние при нормална температура. Той трябва да се изпари и йонизира, преди лампата да може да произвежда светлина. За да се улесни запалването на лампата, трети електрод се закрепя близо до един от основните електроди и се свързва с резистор към другия основен електрод. Освен с живак, лампата е пълна и с аргон под ниско налягане. Когато се предостави захранване, има достатъчно напрежение за йонизацията на аргона и да се образува малка електрическа дъга между стартиращия електрод и съседния главен електрод. Когато йони, фотони и свободни електрони се внесат в дъговата лампа, започва електрическа дъга между двата главни електрода. Топлината от дъгата изпарява течния живак в лампата, излъчвайки в зелено, жълти, виолетово и ултравиолетово при йонизация. Продължителното изпаряване на живака повишава налягането в дъговата лампа между 2 и 18 бара в зависимост от размера на лампата. Повишаването на налягането води до по-голяма яркост на лампата. Целият процес по загряване отнема от 4 до 7 минути.
Живачната лампа е устройство с отрицателно съпротивление. Това означава, че съпротивлението му намалява, когато се увеличава тока през лампата. Това означава, че ако лампата се свърже директно с източник на постоянно напрежение, токът ще се увеличава, докато устройството се самоунищожи. Следователно е нужен баласт, който да ограничава преминаващия ток. Тези баласти са подобни на тези, които се използват при луминесцентните лампи. Съществуват живачни лампи със собствен баласт. Те използват волфрамова жичка, свързана последователно с дъговата лампа, като заедно работят като резистивен баласт и добавят светлина от целия спектър.
При пускането на живачната лампа тя произвежда тъмносиньо сияние, тъй като само малка част от живака се е йонизирал, а налягането на газа в дъговата лампа е много ниска, така че повечето излъчване е в ултравиолетовия спектър. Докато дъгата се поддържа, а газът се нагрява и си повишава налягането, излъчването преминава към видимия спектър, a високото налягане на газа кара спектъра на излъчване на живака да се разшири, произвеждайки светлина, която изглежда по-бяла за човешкото око, макар това все още да не е непрекъснат спектър. Дори при пълен интензитет светлината от живачната лампа без добавен фосфор е видимо синкава. Налягането в кварцовата дъгова лампа се повишава до около една атмосфера, когато крушката достигне работната си температура. Ако разрядът е прекъснат (например поради прекъсване на захранването), не е възможно лампата да се запали, докато крушката не се охлади достатъчно, така че налягането да може да спадне значително. Причината за удължения период на охлаждане преди повторното запалване на лампата се дължи на баластите, които изпращат относително ниско напрежение към лампата при пускане, но докато налягането расте в дъговата лампа е нужно по-високо напрежение за поддържане на лампата светната, така че баластът изпраща по-високо напрежение към лампата. Веднъж щом баластът е изключен и включен отново, той започва пак с ниско напрежение, но ако лампата все още е гореща, тогава високо налягане в дъговата лампа би попречило на запалването на електрическата дъга.

### Цветови съображения
За да се коригира синкавия оттенък, много живачни лампи биват покривани от вътрешната страна на външната крушка с фосфорен слой, който превръща известна част от ултравиолетовото излъчване в червена светлина. Това помага за запълването на електромагнитния спектър, който е беден на червен цвят. Повечето съвременни живачни лампи разполагат с такова покритие. Едно от първоначалните оплаквания срещу живачните лампи е, че те правят хората да изглеждат като „студени трупове“, поради липсата на светлина от червената област на спектъра. Често срещан метод за справяне с този проблем преди въвеждането на фосфора е работата на живачната лампа в съчетание с такава с нажежаема жичка. При живачните лампи с ултрависоко налягане (над 200 atm) също има увеличение на червения цвят. Последните намират приложение в съвременните компактни проектори. Когато са намират на открито, покритите или цветно коригираните лампи лесно могат да се идентифицират по синия ореол около излъчваната светлина.

### Спектър на излъчване
По-долу са показани най-силните излъчвания от спектъра на живачната лампа.
| Дължина на вълната (nm) | Цвят           |
| ----------------------- | -------------- |
| 184,45                  | ултравиолетово |
| 253,7                   | ултравиолетово |
| 365,4                   | ултравиолетово |
| 404,7                   | виолетово      |
| 435,8                   | синьо          |
| 546,1                   | зелено         |
| 578,2                   | жълто-оранжево |

## Светлинно замърсяване
За места, където светлинно замърсяване е от голямо значение (например обсерватории), обикновено се предпочитат натриеви лампи с ниско налягане, тъй като те излъчват в тесни спектрални линии при две много близки дължини на вълната и са лесни за филтриране. Живачните лампи без фосфор също се избират понякога, тъй като произвеждат две ясни живачни линии, които трябва да се филтрират.

## Забрана
Употребата на нискоефективни живачни лампи за осветяване е забранено в Европейския съюз през 2015 г. Това не засяга употребата на живак в компактни луминесцентни лампи, както и употребата на живачни лампи за други цели, освен осветяване.